# كي هووبر
كي هووبر (بالإنجليزية: Kay Hooper)‏ (30 أكتوبر 1957، كاليفورنيا في الولايات المتحدة)؛ كاتِبة، مؤلفة وروائية أمريكية.